# 板桥诗钞
《板桥诗钞》清代画家扬州八怪之一郑燮著。郑燮号板桥，乾隆七年出任山东范县县令至乾隆十一年1746年任潍县县令时整理往日的诗作，亲自手抄付刻。内容包括：
- 《前刻诗序》
- 《后刻诗序》
- 《紫琼崖道人郡王题词》（即多羅慎郡王允禧）
- 四言诗：《诗四言》
- 五言诗：《易水》、《赠瓮山无方上人二首》、《寄许生雪江二首》、《山寺》、《落托》、《山色》等
- 七言律诗：《种菜歌》、《题双美人图》、《扬州》、《闲居》、《七歌》（自传诗）